# Fröå gruva

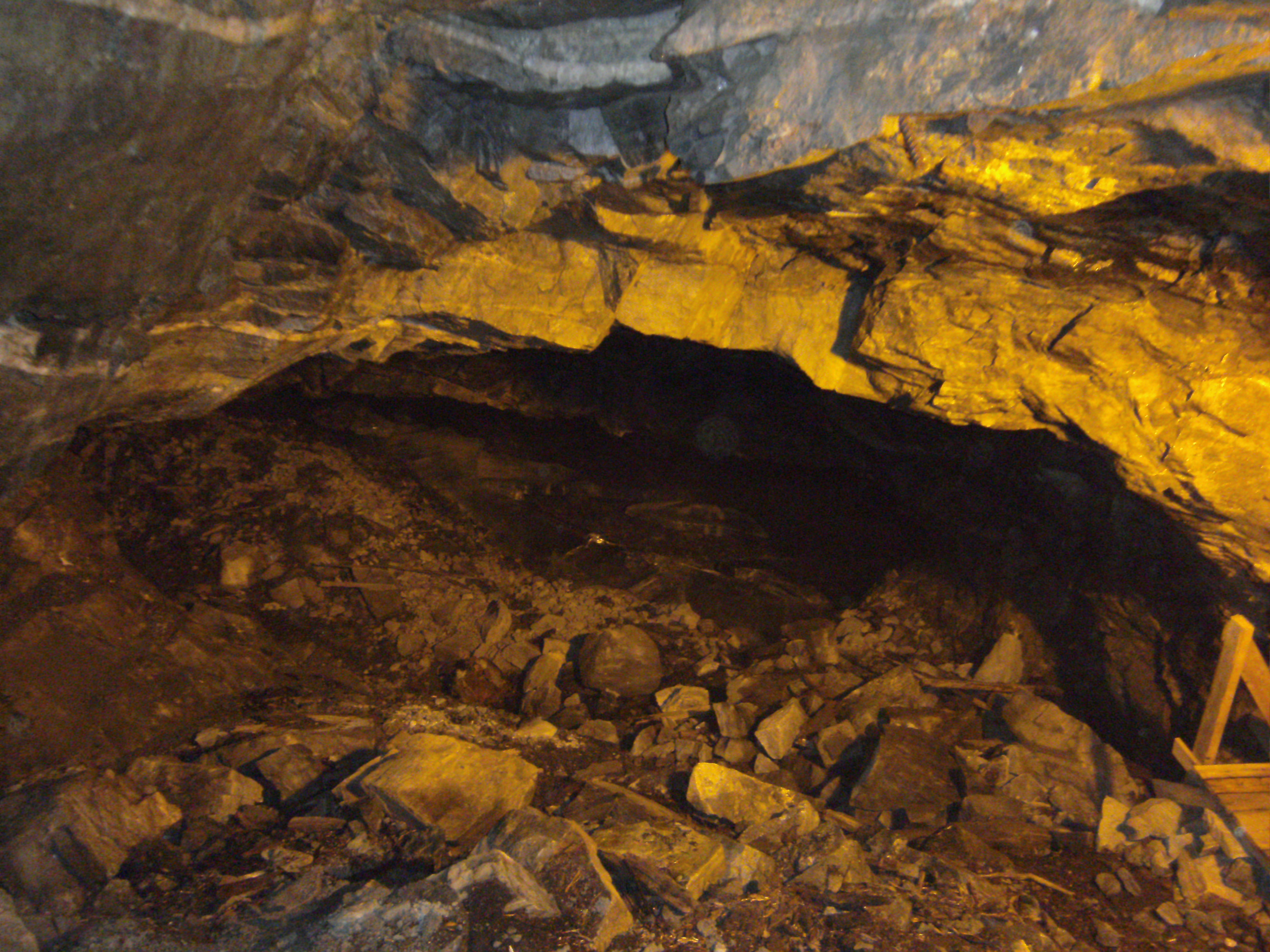
Del av Gustafsgruvan.

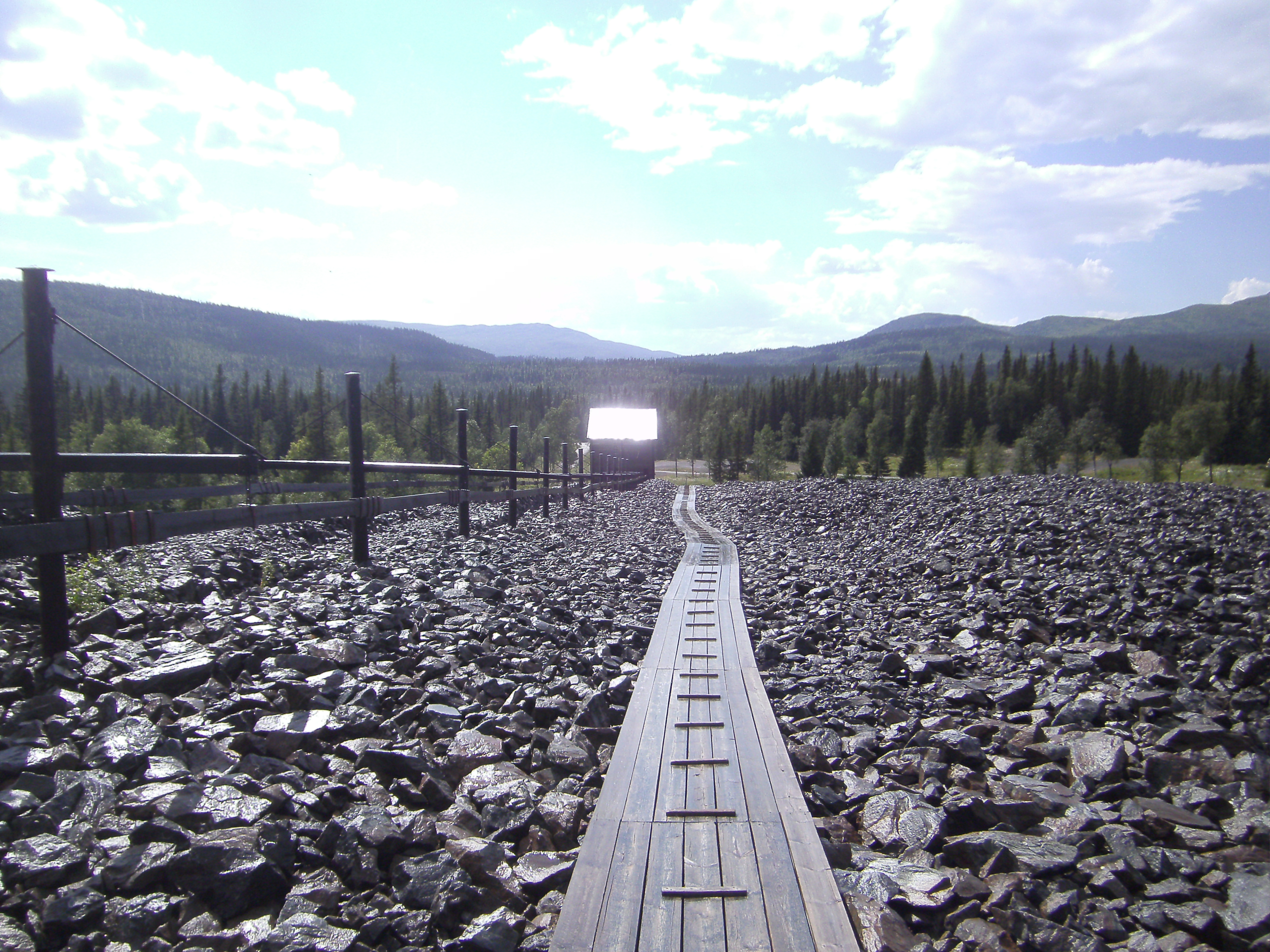
Stånggången (vänster i bild) från Spelhuset (skymtas längst ned) till pumpen i Drottningschaktet. Stånggången är dragen genom Varphögar.

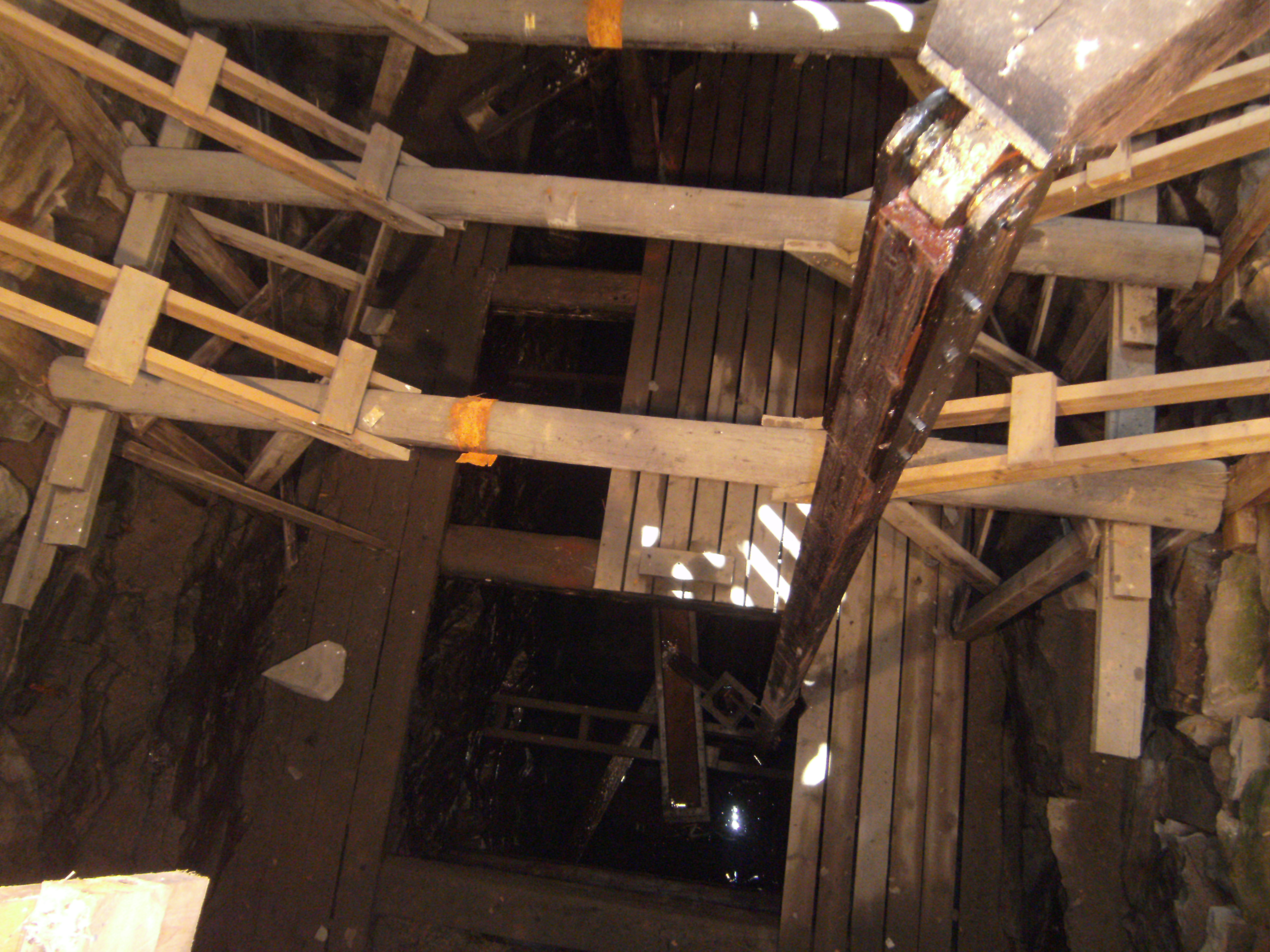
Drottningsschaktet. Vattenpumpen som drivs av Stånggången, fullt fungerande.

Fröå gruva är en numera nedlagd gruva på Åreskutans östra sida i närheten av byn Huså i Jämtland. 
Fröå gruva ligger 10 kilometer öster om Åre samhälle. I Fröå började kopparmalm brytas på 1740-talet i fyra perioder fram till 1919. Malmen förädlades på Huså bruk och Slagså smälthytta.

## Historia
Anna Larsdotter och tre arbetskamrater färdades till en sommardag 1744 till arbetet i Huså. Vid fäbodarna i Fröå stannade de för rast varpå Larsdotter tog med sig några stuffer av kopparmalm. Dessa visade hon för inspektoren Anders Floor. Floor började därefter bryta malm i Fröå och efter något år hade man färdigställt den första anordningen för att kunna nyttja vattendraget till gruvan. 
För att hålla kvar arbetare i den hårda fjällmiljön lät gruvbolaget vid Fröå bygga torp åt gruvfamiljerna, som också fick förfoga över 3–4 tunnland jord så att de kunde hålla ko, får och get. Vidare hade de anställda femdagarsvecka, detta för att få tid att sköta de små jordbruken.
Gruvdriften pågick under fyra perioder. Mellan dessa perioder bodde gruvarbetarna kvar i torpen under förhoppning att få fortsätta arbeta i gruvan om gruvan öppnades igen.  
1748–1808 – Gruvan bröts med primitiva hjälpmedel och i takt med att gruvan blev djupare uppstod problem med vatten och ventilation. 1752 byggdes en provisorisk vattenkonst, men tillgången på vatten förblev otillräckligt, trots att en damm byggdes för att möjliggöra magasinering av vatten. Konsthjulet under denna period var över 10 meter i diameter och stånggången drygt 950 meter lång.  
1836–1881 – Utvecklingsperiod för gruvan. 1855 fick Gustafs och Carlbergs Kopparverk en ny ledning och en modernisering av gruvan och dess drift påbörjades. Från Fröån leddes vattnet till det konsthuset via en trätub. Konsthuset inrymde ett spelhjul och ett konsthjul. Vattnet som användes för att driva hjulen leddes sedan vidare för att driva ett bok- och vaskverk. 1859 byggdes en pivå för att böja linorna från spelhjulet mot schaktet.  
1893–1895 – För att inte gruvan skulle förstöras pågick så kallad försvarsbrytning. 
1910–1919 – Den så kallade Amerikaepoken startade med ett aktiekapital på en miljon dollar. Vägar anlades till det närliggande Björnänge så leveranser kunde ske med järnväg, telefonnät anlades samt kraftverk i både Fröå och Slagsån. 1916 övertogs pumpandet av elektriska maskiner.  
1919 gick gruvan i konkurs och 1971 flyttade de sista invånarna, ett syskonpar, från gruvbyn efter flera generationer. Torpet där syskonparet bodde är idag museum.

## Föreningen Fröå gruva
Föreningen Fröå gruva bildades 1984, och driver ett friluftsmuseum/arbetslivsmuseum med produktionsanläggningar, vattenkonst och bostäder i gruvbyn.

## Byggnader och miljön

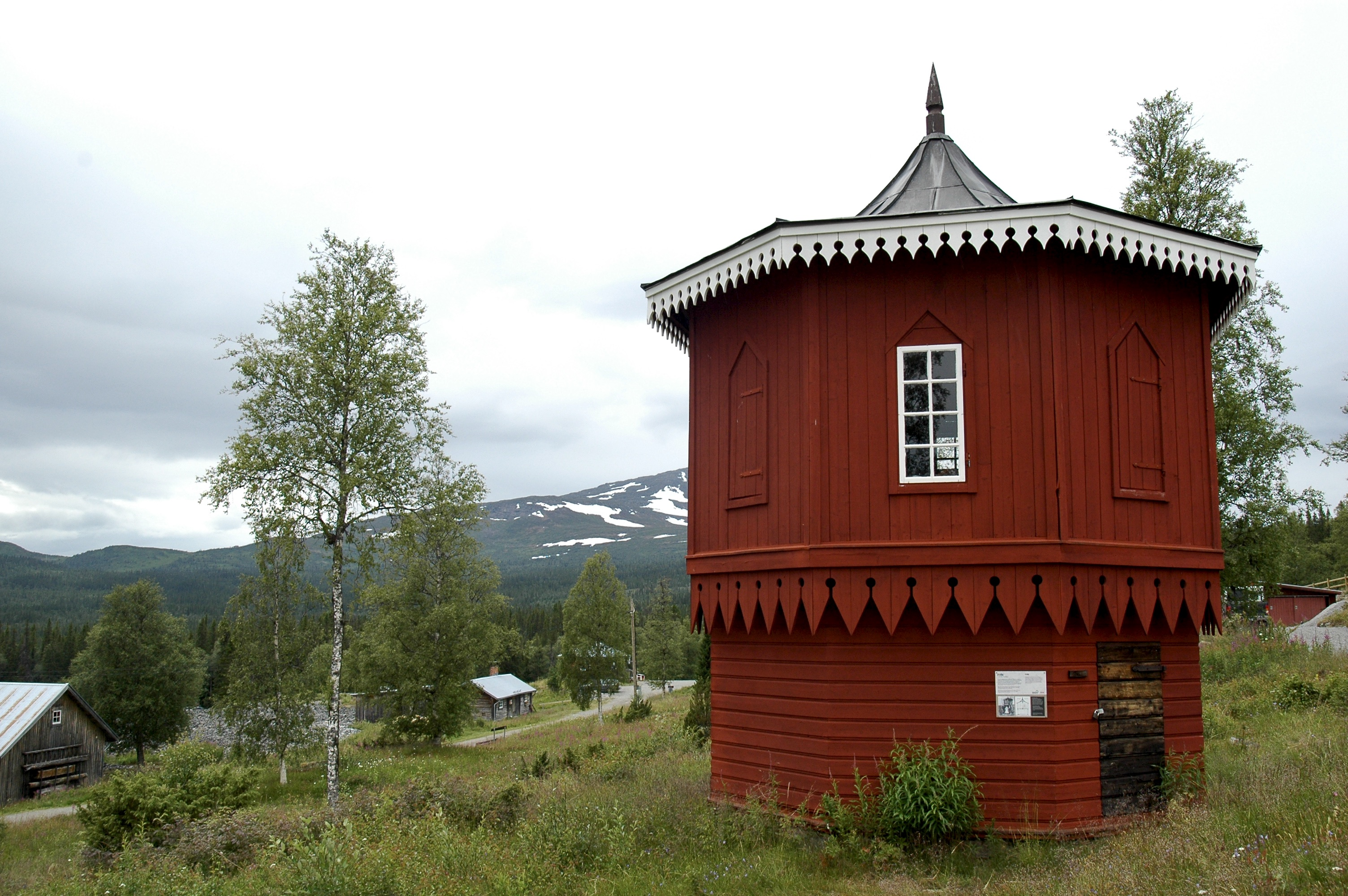
Pivån, 2020
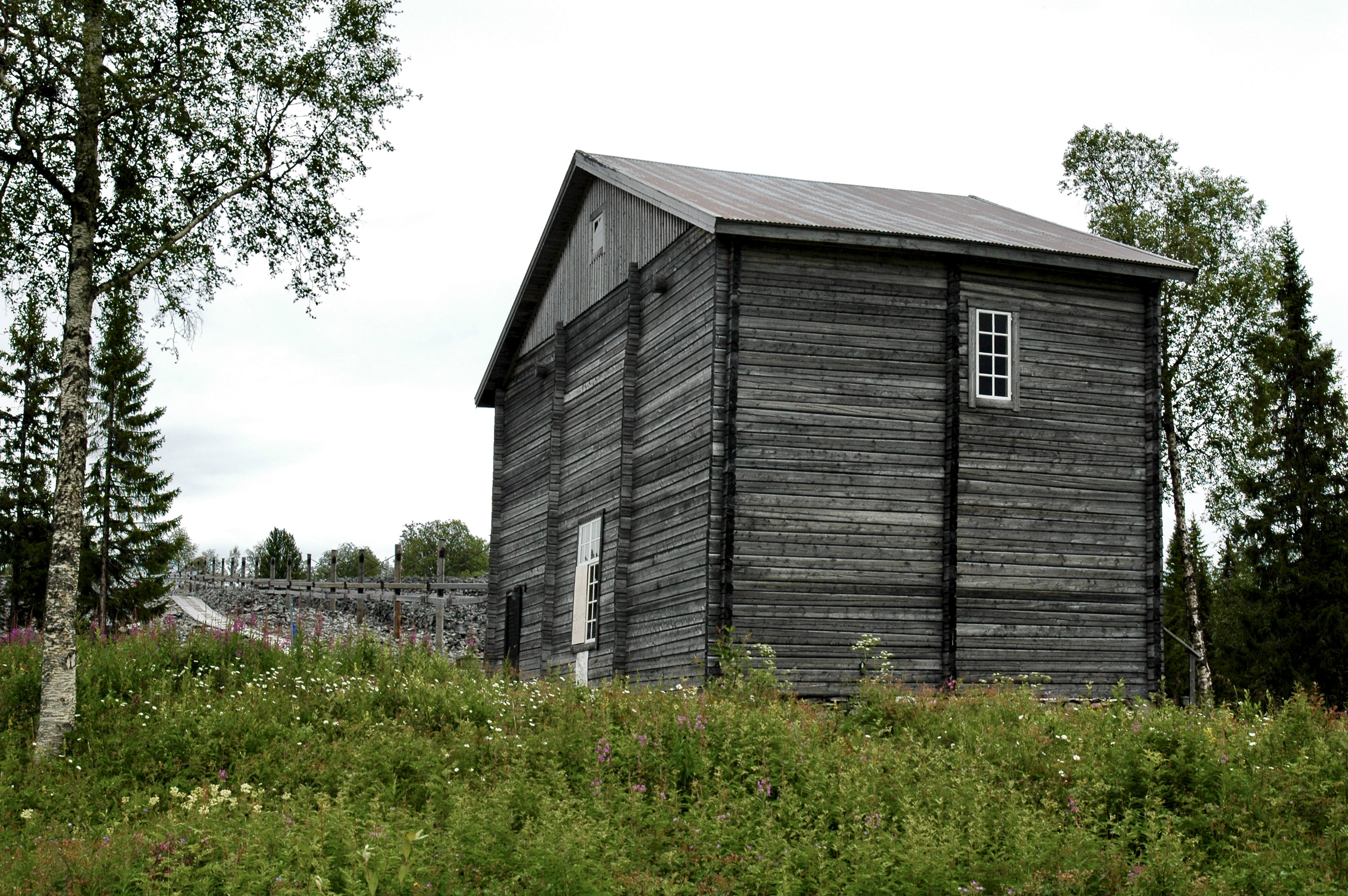
Konsthuset med vattenhjulet, 2020
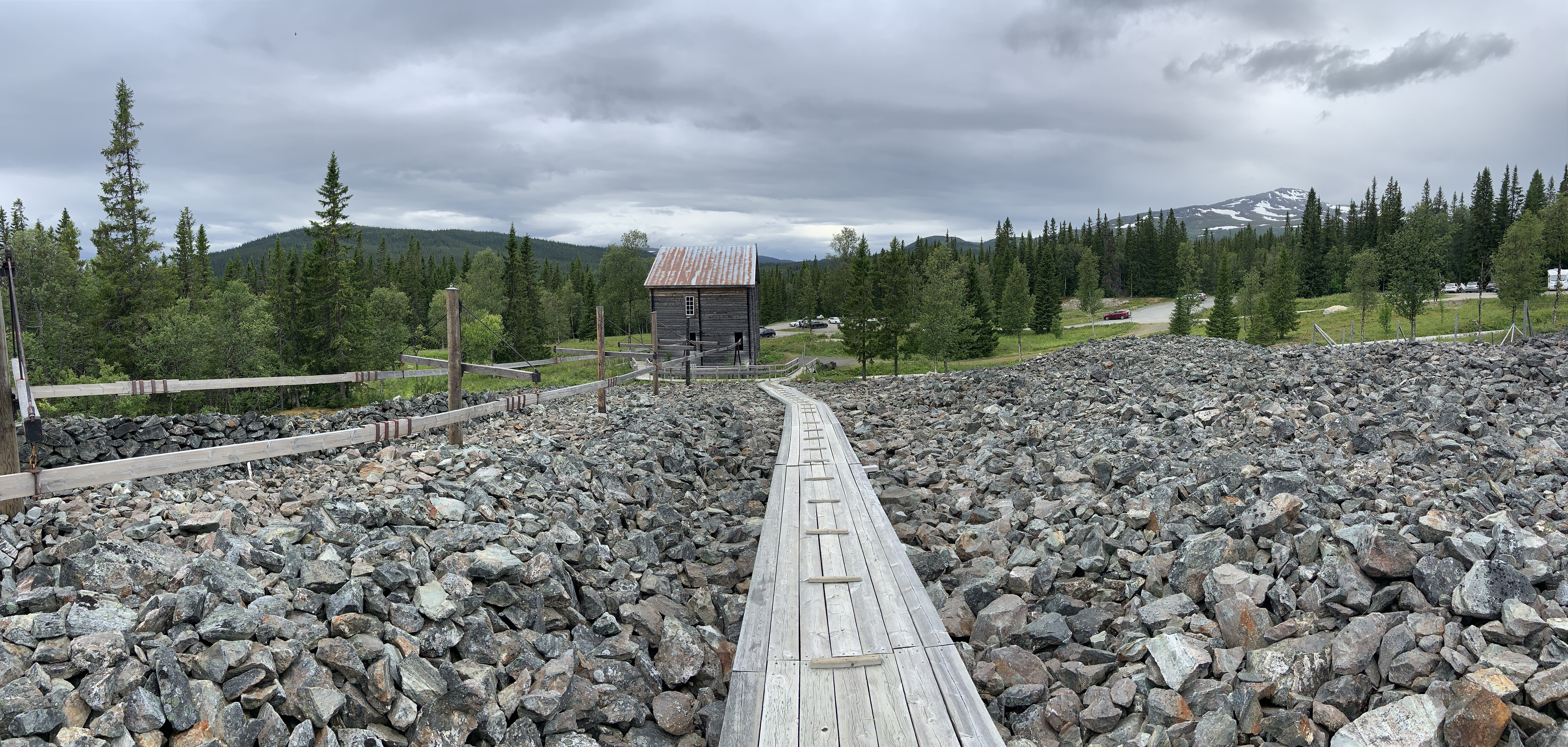
Panorama med konsthuset, 2020
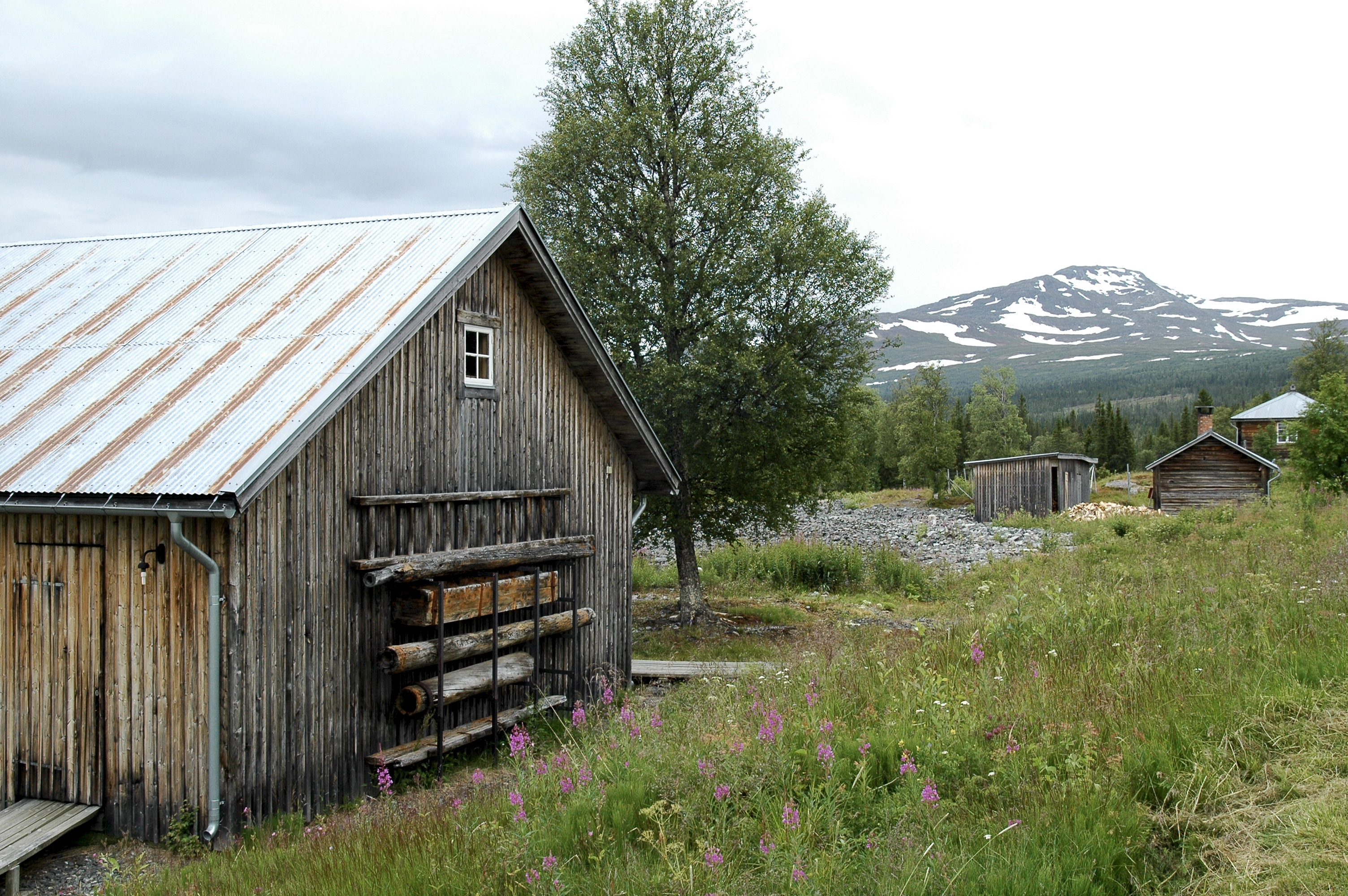
Gruvvinden, 2020
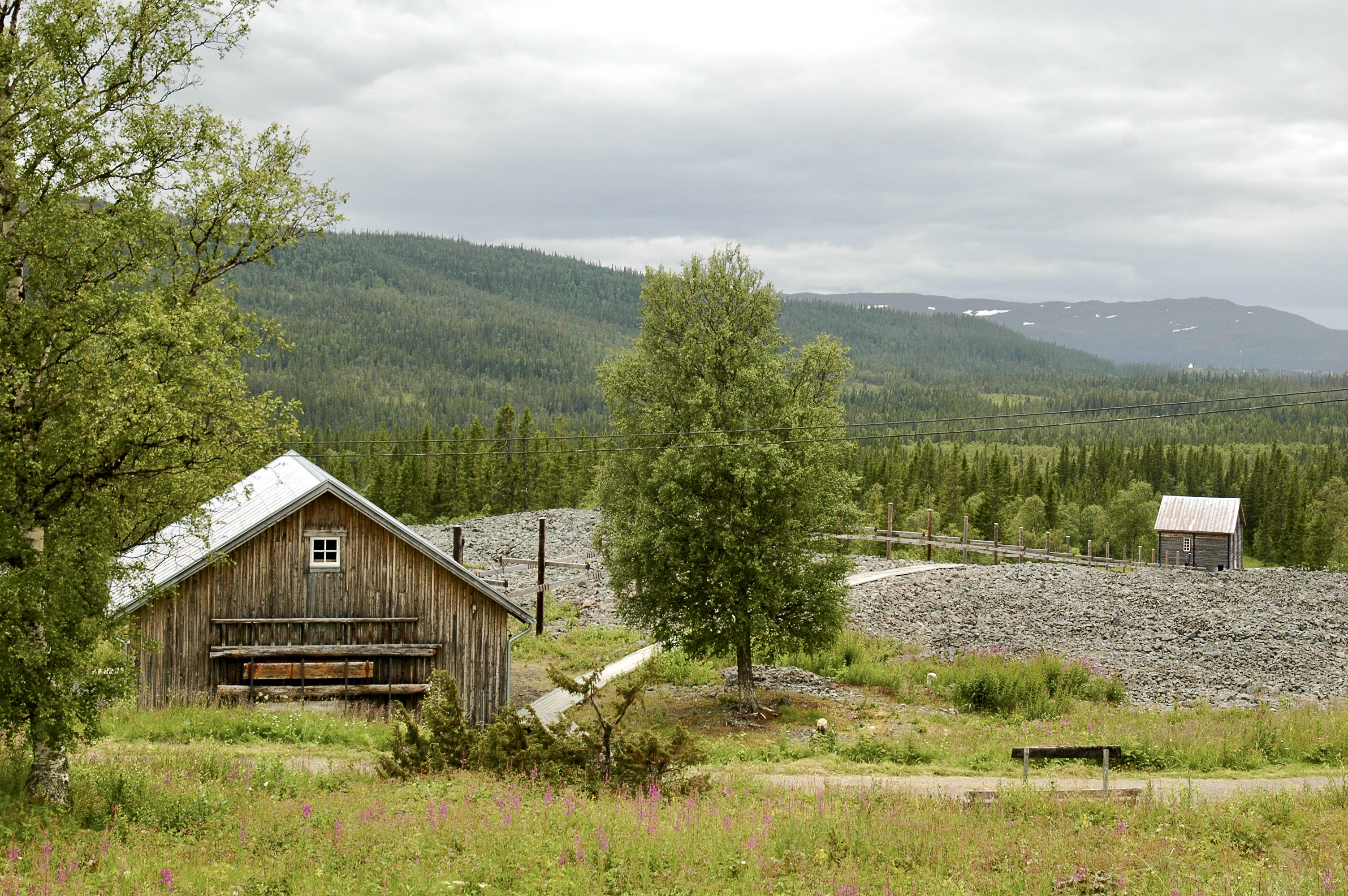
Gruvvinden, konsthuset och stånggången, 2020
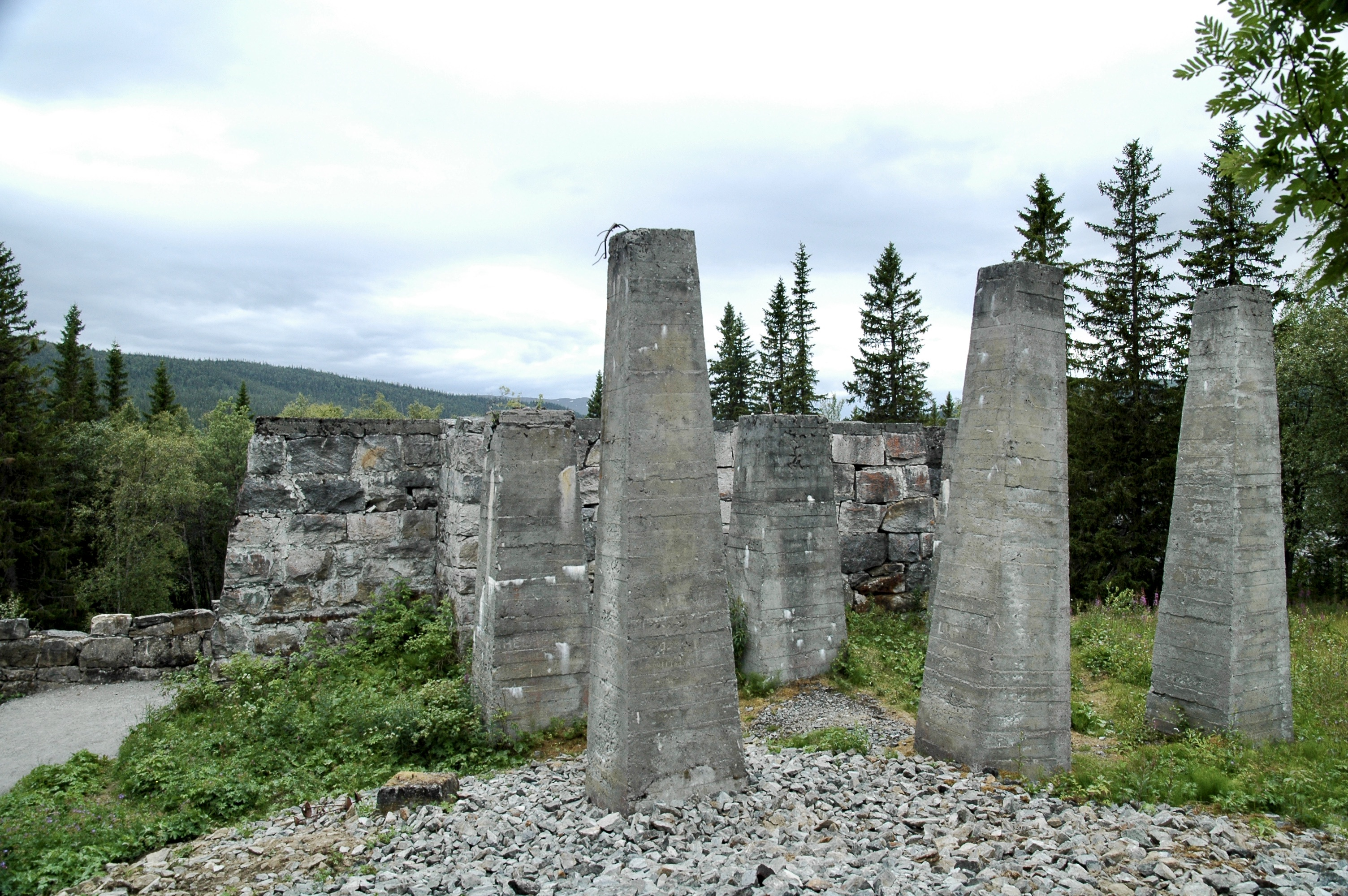
Anrikningsverkets lämningar, 2020
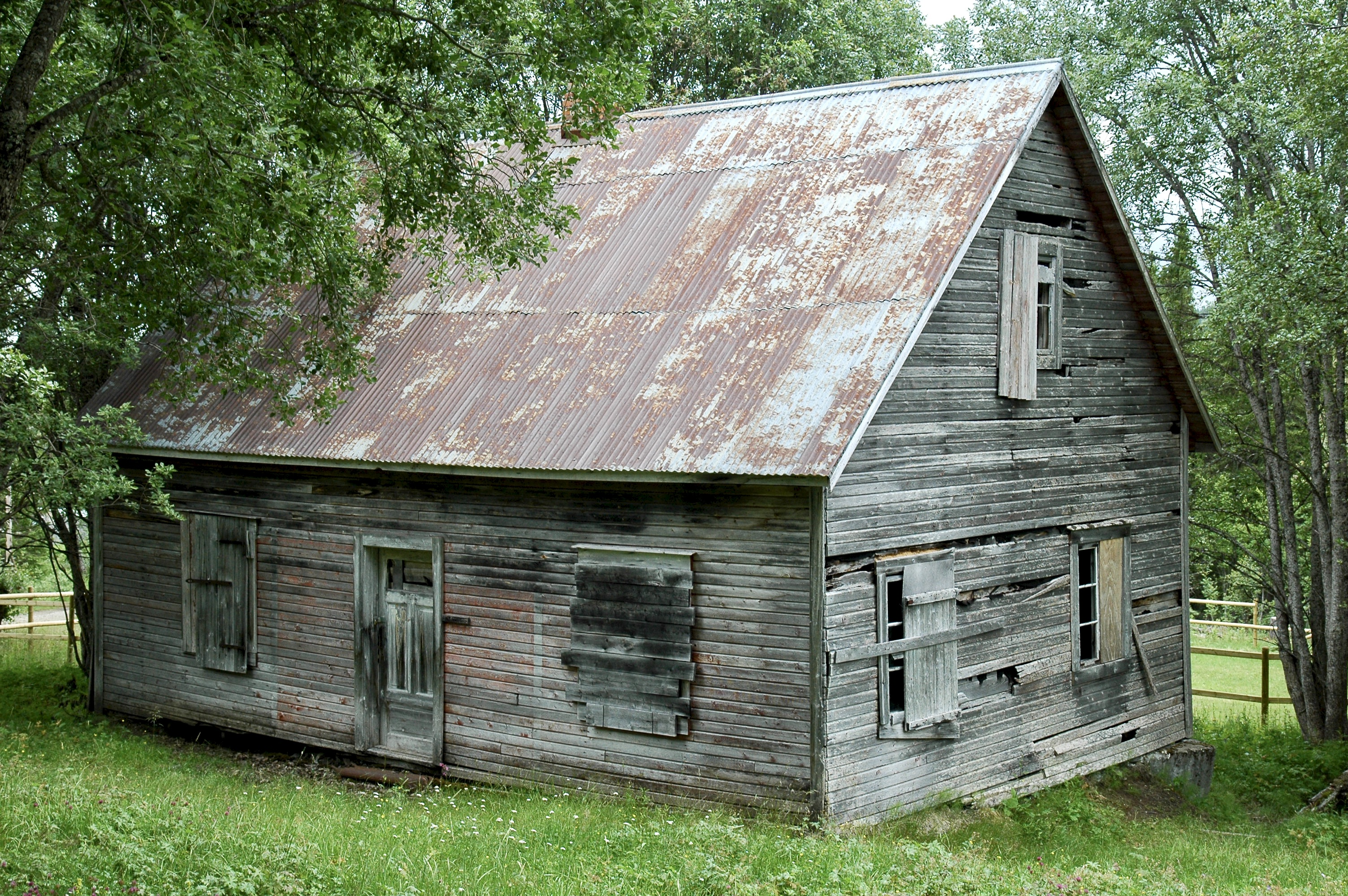
Verkmästerbostad, 2020
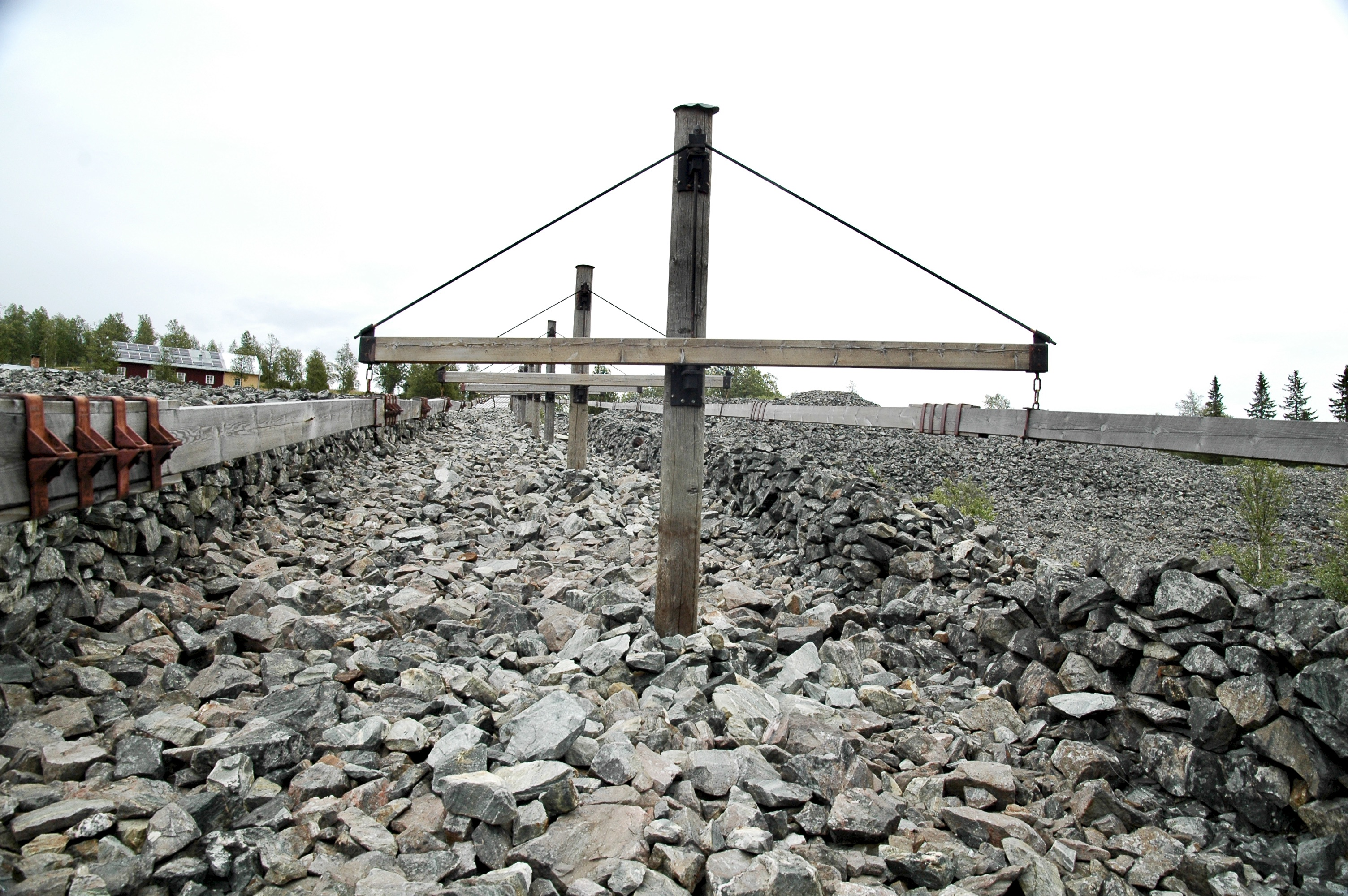
Stånggången, 2020
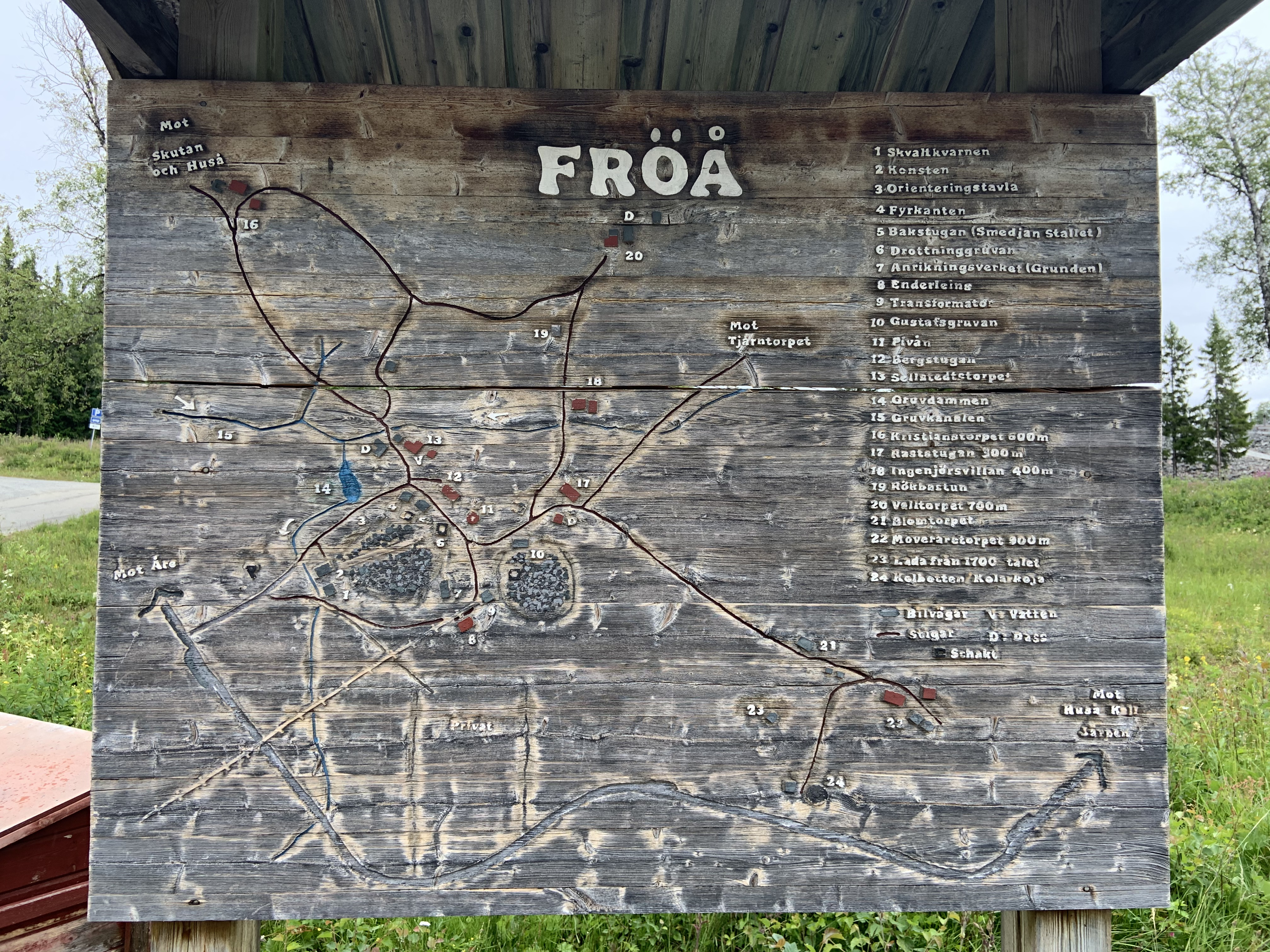
Översikt över området, 2020